# Nepenthes gymnanphora
Nepenthes gymnanphora est une espèce de plante carnivore appartenant à la famille des Nepenthaceae. C'est une plante vivace, terrestre et grimpante de 15 à 40 mètres de haut. Ses feuilles sont de formes lancéolées. Les urnes du bas sont en forme de bulbe tandis que celles du haut sont de forme plus cylindriques. Son inflorescence est de plus de 30 centimètres de long.

## Milieu naturel
Son milieu naturel est la Sumatra et Java sur du sol moussu. Elle vit sous des climats tropicaux, humides et d'altitude.

## Prédateurs, parasites et maladies
Ses prédateurs sont les cochenilles à carapaces.